# ژیلبر اسکودلر
ژیلبر اسکودلر (فرانسوی: Gilbert Scodeller‎; ۱۰ ژوئن ۱۹۳۱ – ۱۳ آوریل ۱۹۸۹) دوچرخه‌سوار اهل فرانسه بود.
از باشگاه‌هایی که در آن رکاب زده‌است می‌توان به تیم دوچرخه‌سواری سن-رافائل اشاره کرد.